# قایق رودخانه

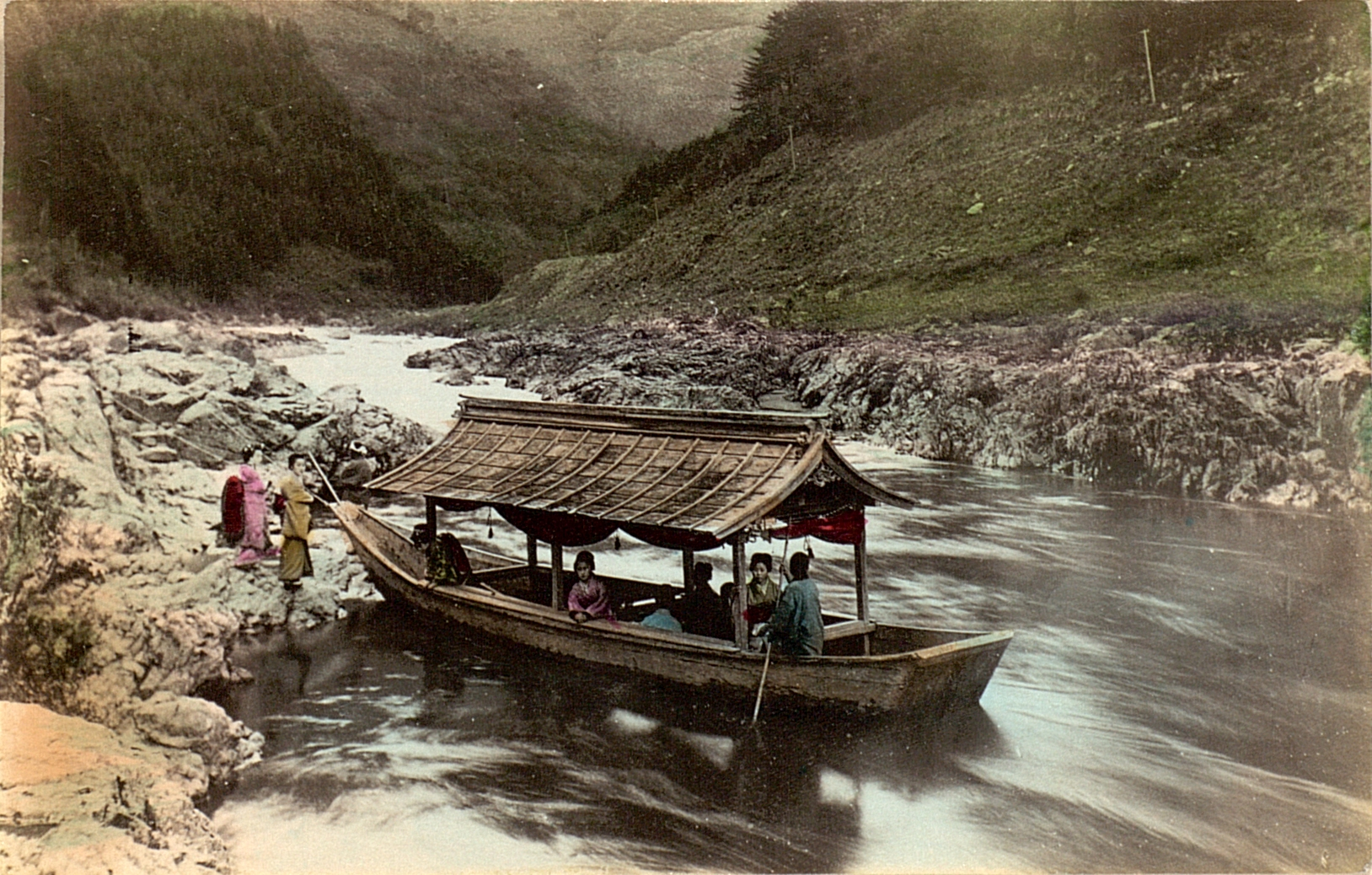
قایق رودخانه در ژاپن در سال ۱۹۰۹

قایق رودخانه، کشتی رودرو، رودناو (انگلیسی: Riverboat) نوعی شناور جهت ناوبری داخلی بر روی دریاچه، رود، و راه آبی است.